# Sophia Elisabet Brenner
Sophia Elisabet Brenner (née Weber le 29 avril 1659 et morte le 14 septembre 1730) est une auteur suédoise, poète et militante des droits des femmes.

## Biographie
Fille de Niklas Weber, un constructeur, et de Kristina Spoor, elle reçoit une éducation particulièrement poussée pour son temps, son père ayant obtenu une permission spéciale pour qu'elle suive les cours de l'École allemande de garçons de Stockholm. Première et unique fille de l'institution, elle y apprend six langues suffisamment bien pour pouvoir composer des poèmes dans chacune d'elles.
Cependant, elle ne fut pas la première étudiante féminine de Suède : Ursula Agricola et Maria Jonae Palmgren ont étudié à l'école privée de Visingsö en 1644 et 1645.